# Rudolf Hirsch (Politiker)
Rudolf Hirsch (* 24. November 1903 in Stockerau; † 19. August 1984 ebenda) war ein österreichischer Schuhmachermeister und Politiker (ÖVP).
Hirsch war Abgeordneter zum Landtag von Niederösterreich, Landesrat in der Niederösterreichischen Landesregierung und von 1963 bis 1969 Landeshauptmannstellvertreter in Niederösterreich. Von 1971 bis 1972 war er Vorstandsvorsitzender und 1982 kurze Zeit Aufsichtsratspräsident der Allgemeinen Bausparkasse österreichischer Volksbanken und Genossenschaften.

## Leben, Ausbildung und Beruf
Hirsch erlernte nach der Pflichtschule den Beruf des Schuhmachers und war in der Folge als selbständiger Schuhmachermeister tätig. Er leistete während des Zweiten Weltkriegs den Militärdienst ab und geriet in Kriegsgefangenschaft. Nach dem Ende des Krieges war Hirsch wie bereits vor dem Krieg von 1945 bis 1946 als Berufsschullehrer tätig und wurde 1950 zum Landesinnungsmeister gewählt. Hirsch wurde der Berufstitel Kommerzialrat verliehen.

## Politische Laufbahn
Hirsch wurde 1948 in den Gemeinderat von Stockerau gewählt und stieg 1950 zum Stadtrat auf. Er hatte zwischen 1959 und 1975 das Amt des 2. Vizebürgermeisters von Stockerau inne und vertrat ab dem 4. Juni 1959 die ÖVP im Landtag. Am 28. Jänner 1960 wurde Hirsch zudem als Landesrat angelobt und stieg am 24. Jänner 1963 zum Landeshauptmannstellvertreter auf. Am 20. November 1969 legte Hirsch seine Funktion als Abgeordneter und Regierungsmitglied nieder.

## Auszeichnungen
- 1964: Silberne Florianiplakette des Niederösterreichischen Landesfeuerwehrverbandes[1]
- 1968: Großes Goldenes Ehrenzeichen mit dem Stern für Verdienste um die Republik Österreich[2]
- Ehrenmitglied der katholischen Studentenverbindung KÖHV Sängerschaft Waltharia Wien im ÖCV[3]